# Roméo Dallaire
Pour les articles homonymes, voir Dallaire.
 (juillet 2025).
Si vous disposez d'ouvrages ou d'articles de référence ou si vous connaissez des sites web de qualité traitant du thème abordé ici, merci de compléter l'article en donnant les références utiles à sa vérifiabilité et en les liant à la section « Notes et références ».
Roméo Antonius Dallaire, né le 25 juin 1946 à Denekamp, aux Pays-Bas, est un militaire, lieutenant-général et un homme politique canadien.
Il est surtout connu pour avoir agi dans un cadre humanitaire au Rwanda, alors qu'il était commandant de la Mission des Nations unies pour l'assistance au Rwanda (MINUAR), la force de maintien de la paix des Nations unies au Rwanda, pendant le génocide des Tutsis au Rwanda en 1994. Ses tentatives d'attirer l'attention de la communauté internationale sur les crimes qui se perpétraient au Rwanda sont restées lettre morte, ce qu'il a regretté et dénoncé à son retour d'Afrique. Le lieutenant-général Roméo Dallaire a rédigé, avec la participation du major Brent Beardsley et le lieutenant-colonel Mailhot-Hallé, un livre intitulé J'ai serré la main du diable, qui relate les évènements qu'il y a vécus.

## Biographie
Roméo Dallaire est le fils de Roméo Louis Dallaire, un sous-officier de l'Armée canadienne, et de Catherine Vermaessen, une infirmière néerlandaise. Il arrive des Pays-Bas à l'âge de 6 mois, à bord du paquebot Empire Brent, débarquant à Halifax le 13 décembre 1946. Il passe son enfance à Montréal.
Il s'enrôle dans l'armée canadienne en 1964, où il obtient son baccalauréat en sciences au Collège militaire royal de Saint-Jean et est commissionné en tant qu'officier dans l'Artillerie royale canadienne.
En 1971, alors qu'il fait la demande d'un passeport canadien pour aller à l'étranger avec ses troupes, il est surpris d'apprendre que son certificat de naissance enregistré aux Pays-Bas en tant que fils de militaire canadien ne lui donnait pas automatiquement la citoyenneté canadienne. Il est depuis devenu citoyen canadien.
Dallaire étudie aussi au Collège de commandement et d'état-major de la Force terrestre canadienne, ainsi qu'au Command and Staff College du Corps des Marines des États-Unis à Quantico en Virginie, et suit le Higher Command and Staff Course du Royaume-Uni.
Il commande le 5e Régiment d'artillerie légère du Canada. Le 3 juillet 1989, il est promu au grade de brigadier-général et prend commandement du Collège militaire royal de Saint-Jean. Il est ensuite muté à Valcartier, Québec, et prend commandement du 5e Groupe-brigade mécanisé du Canada de 1991 à 1993.

### Mission au Rwanda
Dallaire et Beardsley écrivent que le général a été envoyé en octobre 1993 comme commandant des Forces de la Mission des Nations unies pour l'Assistance au Rwanda (MINUAR) et chef des observateurs militaires de la Mission d'observation de l'ONU en Ouganda et au Rwanda (MONUOR) afin, entre autres, d’aider ce pays à établir un gouvernement de transition à base élargie (GTBE). À la suite de la mort du président du Rwanda Juvénal Habyarimana dans un attentat contre son avion dans la nuit du 6 au 7 avril 1994, les branches extrémistes gouvernementales hutus procèdent, à l’aide notamment de la milice Interahamwe (« Ceux qui attaquent ensemble ») et de la propagande de la Radio Télévision Libre des Mille Collines (RTLM), à l’élimination systématique des tutsis et des hutus modérés du Rwanda.
À la tête de faibles effectifs légèrement armés, Dallaire a ordre de ne pas intervenir et de n'utiliser la force qu'en cas de légitime défense. Mais, dix militaires belges, préposés à la garde de la première ministre rwandaise, sont assassinés par la garde présidentielle rwandaise alors que l'état-major de la MINUAR, sous-estimant le danger, n'envoie pas de forces à leur secours. Cet assassinat entraîne le retrait par la Belgique de son contingent et affaiblit la MINUAR. Dans les cent jours qui suivent, près de 800 000 personnes sont tuées. Faute de moyens, la MINUAR est d'une faible efficacité durant le génocide. L'action de Dallaire est tout de même saluée dans un rapport de l'OUA. James Wood, un spécialiste des affaires africaines au Pentagone estime que Romeo Dallaire "comprit bien avant tout le monde ce qui était en train de se produire. Je crois qu’il aurait joué un rôle positif plus actif et peut-être plus décisif si on lui avait donné l’autorité pour le faire".
Revenant du Rwanda en 1994, Dallaire avance que le génocide n'a pas été programmé[réf. nécessaire] : « jamais, je pense, personne n'aurait pu planifier l'ampleur du débordement. » Dix ans plus tard, il affirme exactement le contraire dans son livre J'ai serré la main du diable déclarant : « la responsabilité du génocide rwandais incombe exclusivement aux Rwandais qui l'ont planifié, commandé, supervisé et finalement dirigé ». Néanmoins, selon Robin Philpot, il n'apporte aucun élément nouveau et aucune preuve qui permettrait de confirmer ses propos. Philpot l'accuse également de parti pris en faveur de l'armée du Front patriotique rwandais (FPR) de Paul Kagame, que Dallaire qualifie dans son livre d'« homme extraordinaire », tandis qu'en Belgique, on l'accuse de lâcheté pour avoir laissé massacrer les casques bleus belges sans leur envoyer de secours.

### Après le Rwanda

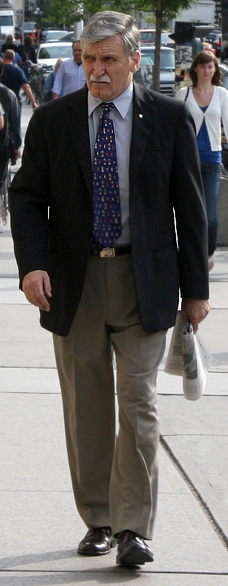
Lors du Festival international du film de Toronto en 2007.

De retour au Canada, Dallaire est nommé simultanément à deux postes de commandement en septembre 1994 : commandant-adjoint de l'Armée de terre canadienne à la base de Saint-Hubert, au Québec. En octobre 1995, il devient commandant du Secteur du Québec de la Force terrestre. Puis en 1996, il est promu au quartier général de la Défense nationale.
Depuis son retour du Rwanda, Roméo Dallaire souffre du trouble de stress post-traumatique. Il prend sa retraite des Forces canadiennes, pour des raisons médicales, le 22 avril 2000. Au moment de sa retraite, il a le rang de lieutenant-général.
Le 15 avril 2000, il déclare au quotidien La Presse : « Je vis la culpabilité d'un commandant qui a vu sa mission ne pas aboutir à un succès. Je vis aussi avec cette culpabilité vis-à-vis des Rwandais à qui on a donné l'espoir du succès de leur projet de paix et qui, ultimement, se sont fait massacrer en nous regardant avec des yeux d'incompréhension pendant que nous étions impuissants à faire quelque chose. Il est normal pour un commandant de se poser des questions, de se dire : « Peut-être que j'ai argumenté, mais je n'ai pas convaincu. Peut-être que je n'ai pas utilisé les bonnes méthodes. »
De plus, le 13 décembre 2003, il déclare en entrevue au journal Le Devoir : « Huit cent mille personnes sont mortes au printemps 1994, et personne n'a bougé. Deux mille neuf cents personnes ont disparu à Manhattan le 11 septembre 2001, et Bush a mobilisé le monde entier. Voyez-vous, j'ai du mal avec ça. ».
Se blâmant pour les failles de sa mission, il continue une longue dépression. Le 20 juin 2000, il est amené d'urgence à l'hôpital après avoir été découvert sur un banc d'un parc à Hull au Québec. Intoxiqué et souffrant d'une réaction à ses anti-dépresseurs, l'événement a failli le plonger dans le coma. L'histoire a pris une ampleur nationale et a créé un débat sur les règles d'engagements qui sont imposées aux soldats de l'ONU de maintien de la paix. Dallaire entreprend aussi de sensibiliser les autorités aux problèmes psychologiques vécus par les vétérans.
Après l'incident, Dallaire entreprend d'écrire un livre, avec la participation du major Brent Beardsley, au sujet des événements du Rwanda. Il participe également à de nombreux colloques et conférences. Il était sur la voie de la guérison. C'est aussi pendant cette période qu'il a admis que pendant sa dépression, il a tenté de se suicider à plusieurs reprises. Son livre J'ai serré la main du diable : La faillite de l'humanité au Rwanda paraît en 2003.
En avril 2004, il a témoigné devant le Tribunal pénal international pour le Rwanda (TPIR) contre le colonel Théoneste Bagosora.
Le 25 mars 2005, le premier ministre Paul Martin nomme Dallaire au sénat canadien. Il siège en tant que libéral. Peu après sa nomination, Dallaire explique que sa famille contribue depuis longtemps au Parti libéral du Canada et au Parti libéral du Québec depuis 1958.
Durant la campagne électorale québécoise de 2007, il prend position dans le quotidien montréalais La Presse et sur la chaîne de télévision TVA pour dénoncer les thèses qu'il juge négationnistes à propos du génocide des Tutsi au Rwanda du journaliste Robin Philpot, candidat du Parti québécois dans Saint-Henri—Sainte-Anne (voir l'Affaire Philpot).
Le 3 avril 2008, sur les ondes de la Première Chaîne de Radio-Canada, il déclare, en parlant de la Chine au Darfour, qu'il est « le pays le plus rapace. Je les considère comme des vautours de l'Afrique, pires que les empires colonisateurs. Ils n'ont absolument aucun respect pour aider à développer, à soutenir, à améliorer ces pays-là. Ils ne sont là que pour prendre ».
Le 28 mai 2014, il annonce son intention de quitter son poste de sénateur, étant trop sollicité ailleurs au Canada ainsi qu'à l'international dans des dossiers tels que les enfants soldats, l'écriture de deux livres, soutenir les militaires blessés et leurs familles, ainsi qu'avec le 20e anniversaire du génocide des Tutsi au Rwanda. Il quitte le Sénat le 17 juin 2014, après 9 ans en poste.
Après avoir vécu à Montréal et à Québec, il habite aujourd'hui dans la municipalité de Saint-Roch-des-Aulnaies avec sa deuxième épouse, Marie-Claude Michaud.

## Critiques
Le diplomate camerounais Jacques-Roger Booh-Booh, représentant spécial au Rwanda du secrétaire général de l'ONU de 1993 à 1994, brosse un portrait moins flatteur de Roméo Dallaire dans son propre livre. Il accuse le militaire qui était sous ses ordres d'avoir trahi la mission de l'ONU à Kigali et négligé la sécurité des Rwandais et celle des casques bleus. Il affirme par ailleurs que Dallaire a directement pris parti dans le conflit en soutenant les rebelles tutsi contre l'armée hutu. De son côté, le colonel Jacques Hogard, qui est intervenu au Rwanda dans le cadre de l'opération Turquoise, reproche à Dallaire sa faiblesse, en se laissant dépouiller par l'ONU des 9/10e de l'effectif placé sous ses ordres, alors que le génocide battait son plein.
Bernard Lugan, expert auprès du TPIR, dans son ouvrage sur les Guerres d'Afrique, fait une analyse sévère des erreurs et manquements du général Dallaire pendant son commandement de la mission MINUAR.

## Prix et distinctions

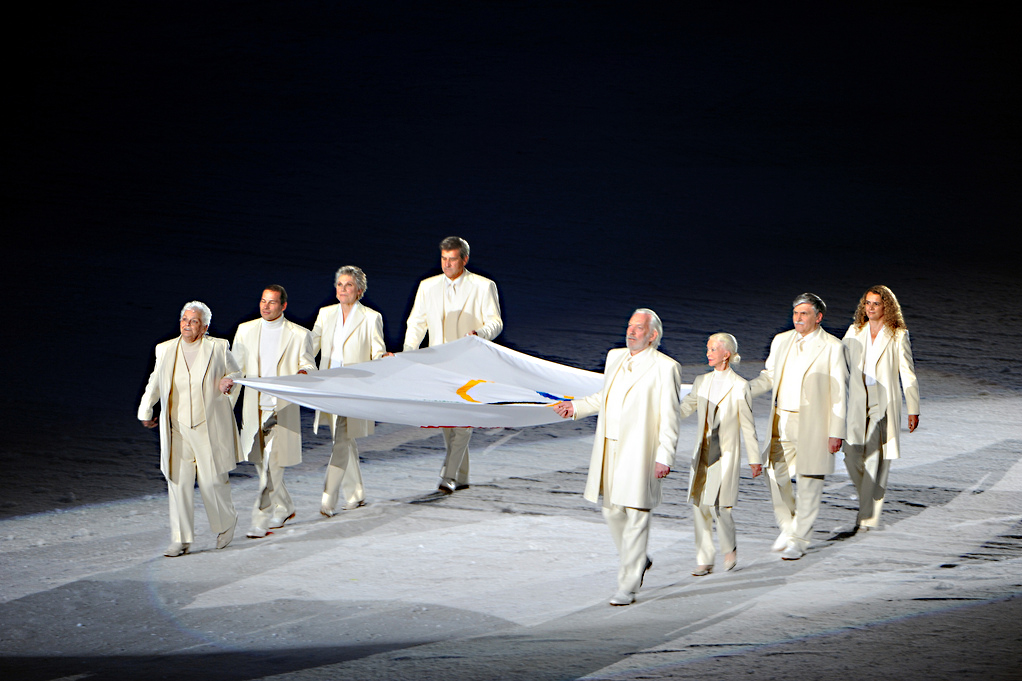
Lors de la cérémonie d'ouverture des Jeux olympiques de 2010 à Vancouver

Roméo Dallaire est officier de l'Ordre du Canada (O.C.), commandeur de l'Ordre du mérite militaire (C.M.M.), grand officier de l'Ordre national du Québec (G.O.Q.), récipiendaire de la Croix du service méritoire (CSM) et de la Décoration des forces canadiennes (C.D.) et en 1996 officier de la Legion of Merit des États-Unis (L.O.M.).
En 2002, il reçoit le prix Aegis pour la prévention du génocide, à Londres.
Son livre J'ai serré la main du diable lui vaut le prix du Gouverneur général : études et essais de langue anglaise, en 2004.
Il gagne, en 2004, le prix du grand public du Salon du livre de Montréal - La Presse.
Au Canada, Dallaire est généralement considéré comme un héros qui a essayé de toutes ses forces d'arrêter le génocide et qui a pu sauver au moins quelques vies. En 2004, il était 16e sur une liste du réseau CBC The Greatest Canadian (Le meilleur canadien), le meilleur classement pour un militaire.
De nombreuses universités canadiennes et américaines lui ont décerné des doctorats d'honneur.
En 2010, il est l'une des huit personnes honorées pour porter le drapeau olympique lors de la cérémonie d'ouverture des Jeux olympiques de 2010 à Vancouver.
Le 26 mai 2010, une nouvelle école secondaire (http://csviamonde.ca/ecoles/romeodallaire) à Barrie, Ontario, adopte son nom.
Un peloton du cour d'instructeur en exercice militaire et cérémonial du Centre d'Entrainement des Cadets de Valcartier porte son nom.

### Adaptations cinématographiques
Dans le film Hôtel Rwanda (2004), le rôle du colonel Oliver inspiré par le lieutenant-général Dallaire est interprété par l'acteur américain Nick Nolte.
Le livre J'ai serré la main du diable a été adapté dans un documentaire : Shake Hands With The Devil: The Journey of Roméo Dallaire de Peter Raymont (2004). Ce film a remporté le « 2004 Sundance Film Festival Audience Award for World Cinema - Documentary ».
Le livre a fait également l'objet d'une adaptation au cinéma, dans le long métrage J'ai serré la main du diable de Roger Spottiswoode, sorti le 28 septembre 2007. Le tournage s'est déroulé en 2006 à Kigali et Montréal. Son rôle est interprété par l'acteur canadien Roy Dupuis.
Dans le film québécois Un dimanche à Kigali (2006), son rôle est interprété par Guy Thauvette.

## Œuvres
- Ils se battent comme des soldats, ils meurent comme des enfants. Avec Jessica Dee Humphreys; traduit de l'anglais (Canada) par Lori Saint-Martin et Paul Gagné (traduction de They fight like soldiers, they die like children.) Libre expression, Montréal 2010 (sur enfants soldats).